# Nationaal park Ånderdalen
Nationaal park Ånderdalen (Noors: Ånderdalen nasjonalpark/Samisch: Álddovuopmi) is een nationaal park op het eiland Senja in Noorwegen. Het nationaal park werd opgericht in 1970, uitgebreid in 1975 en 2004 en is 124,86 vierkante kilometer groot. Het landschap bestaat uit bos (grove den, berk), veen, fjord en  fjell. Er komen 200 plantensoorten voor, waaronder beenbreek, koraalwortel, spookorchis, wollegras, zegge, parnassia, Dactylorhiza maculata, struikhei, kraaihei, blauwe bosbes. Er leven in het park 90 vogelsoorten, onder andere parelduiker, grauwe gans, wulp, regenwulp, bonte strandloper, kraanvogel, kuifduiker, pestvogel, taigaboomkruiper, groene specht. In Ånderdalen komt vos, eland, otter, hermelijn en haas voor. In de rivieren van het park zit  onder andere trekzalm, driedoornige stekelbaars en forel. 